# アンデル・イトゥラスペ
アンデル・イトゥラスペ・デルテアノ（Ander Iturraspe Derteano, 1989年3月8日 - ）は、スペイン・ビスカヤ県出身のサッカー選手。ポジションはMF。

## 経歴
1999年からアスレティック・ビルバオのユースチームに所属し、2007年にCDバスコニアでプロデビューした。
2008年9月14日のマラガCF戦でミケル・バレンシアガとともにトップチームデビュー。その後は控え選手としての生活が続いた。
しかし11-12シーズン、カルロス・グルペギの怪我とマルセロ・ビエルサ監督の就任もあり、主力選手として58試合に出場。コパ・デル・レイとUEFAヨーロッパリーグの決勝進出に大きく貢献した。
13-14シーズンにはリーガ・エスパニョーラの年間ベスト11に選出されFCバルセロナをはじめ多くのビッククラブから注目を浴びたが、チームに留まることを決意した。
2019年6月30日、契約満了に伴い退団。18-19シーズンのホーム最終戦となったセルタ・デ・ビーゴ戦には招集されなかったものの、試合終了後にはマルケル・スサエタ、ミケル・リコと共に退団セレモニーが行われた。
7月8日、RCDエスパニョールと1年契約を結ぶことを発表した。

## 代表歴
13-14シーズンの活躍が認められ、2014年に行われた2014 FIFAワールドカップの代表候補30名に選出された。5月30日、セビージャで行われたボリビア代表との一戦でデビュー。フル出場し勝利に貢献したものの、翌日選出された23名の登録メンバーからは漏れた。

## 所属クラブ
- CDバスコニア 2007-2008
- ビルバオ・アスレティック 2008-2010
- アスレティック・ビルバオ 2008-2019
- RCDエスパニョール 2019-2020

## タイトル
アスレティック・ビルバオ
- スーペルコパ・デ・エスパーニャ 2015